# Селет (Шарант)
Селет (фр. Cellettes) насеље је и општина у западној Француској у региону Поату-Шарант, у департману Шарант која припада префектури Ангулем.
По подацима из 2011. године у општини је живело 441 становника, а густина насељености је износила 47,07 становника/km². Општина се простире на површини од 9,37 km². Налази се на средњој надморској висини од 105 метара (максималној 117 m, а минималној 52 m).

## Демографија
| 1962. | 1968. | 1975. | 1982. | 1990. | 1999. | 2011. |
| ----- | ----- | ----- | ----- | ----- | ----- | ----- |
| 250   | 259   | 222   | 294   | 346   | 415   | 441   |

График промене броја становника у току последњих година